# Wovoka
Wovoka, també conegut com a Jack Wilson (Vall Smith, vora Carson City, Nevada, 1858-reserva Walker River, 1932) fou un xaman i líder religiós paiute, fill de Tävibo. Influït per mormons i shakers, el 1880 va tenir visions després d'un eclipsi de sol sobre la derrota final dels indis sobre els blancs que inspiraren el moviment mil·lenarista Ghostdance. Convertí a la nova religió dirigents xeiene i d'sioux importants com Bou Assegut i Kicking Bear, però després dels fets de Wounded Knee el 1891, quan un grup de sioux miniconjou foren massacrats per soldats nord-americans, tot i que duien camises espirituals que els protegien de les bales, el moviment es va dissoldre, i va morir foscament a la reserva de Walker River.